# Sciophila tantilla
Sciophila tantilla är en tvåvingeart som först beskrevs av Friedrich Hermann Loew 1870.  Sciophila tantilla ingår i släktet Sciophila och familjen svampmyggor. Inga underarter finns listade i Catalogue of Life.